# Komin Psotki

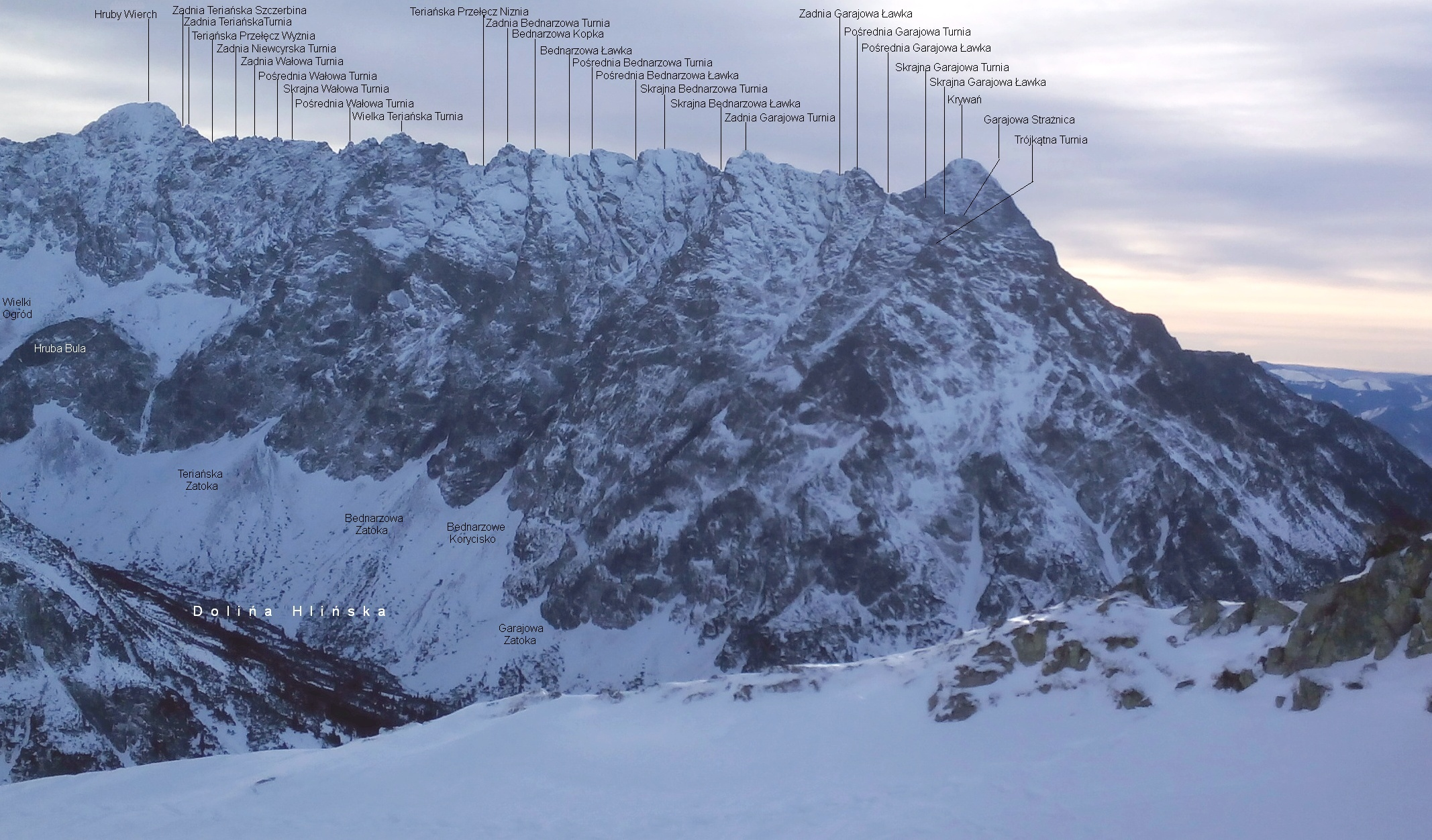
Północno-wschodnie ściany Grani Hrubego

Komin Psotki – wąski i urwisty komin na północno-wschodnich stokach Grani Hrubego w słowackich Tatrach Wysokich. Uchodzi do dolnej części wielkiego zacięcia pod Bednarzowymi Wrótkami, około 150 m poniżej grani. Komin wcina się w filar Bednarzowej Kopki i widoczny jest z Doliny Hlińskiej. Prowadzi nim droga wspinaczkowa (V w skali tatrzańskiej, czas przejścia z Bednarzowej Zatoki na Zadnią Bednarzową Ławkę 6 godz. Pierwsze przejście: Jozef Psotka i Zdeno Zibrin 22 lipca 1954 r. Nazwę kominowi nadał Władysław Cywiński w 14 tomie przewodnika wspinaczkowego Tatry.